# Pigs and Parasites
Pigs and Parasites är en split ep mellan de svenska punkbanden The Vectors och Frantic, båda från Umeå, utgiven som 7" vinyl ep på SIK Records (SIK 002) juli 2011, i 250 exemplar. Skivan var den tredje i raden av The Vectors skivor som producerats av David Sandström.

## Låtlista
1. Festering Teenage Mind (The Vectors)
2. Rat Race (The Vectors)
3. Sucking The Cocks of The Parasites (The Vectors)
4. (Gimmie Some) More (Frantic)
5. Pig (Frantic)